# Цесінув-Ляс
Цесінув-Ляс (пол. Cesinów-Las) — село в Польщі, у гміні Блендув Груєцького повіту Мазовецького воєводства.
Населення — 89 осіб (2011).
У 1975-1998 роках село належало до Радомського воєводства.

## Демографія
Демографічна структура станом на 31 березня 2011 року:
|          | Загалом | Допрацездатний вік | Працездатний вік | Постпрацездатний вік |
| -------- | ------- | ------------------ | ---------------- | -------------------- |
| Чоловіки | 43      | 6                  | 32               | 5                    |
| Жінки    | 46      | 9                  | 25               | 12                   |
| Разом    | 89      | 15                 | 57               | 17                   |